# رون فيشر (لاعب كرة قدم أسترالية)
رون فيشر (بالإنجليزية: Ron Fisher)‏ هو لاعب كرة قدم أسترالية أسترالي، ولد في 7 أغسطس 1911، وتوفي في 14 يونيو 1993.

## وصلات خارجية
- رون فيشر على موقع AustralianFootball.com (الإنجليزية)
- رون فيشر على موقع AFLtables.com (الإنجليزية)